# Wapke Feenstra

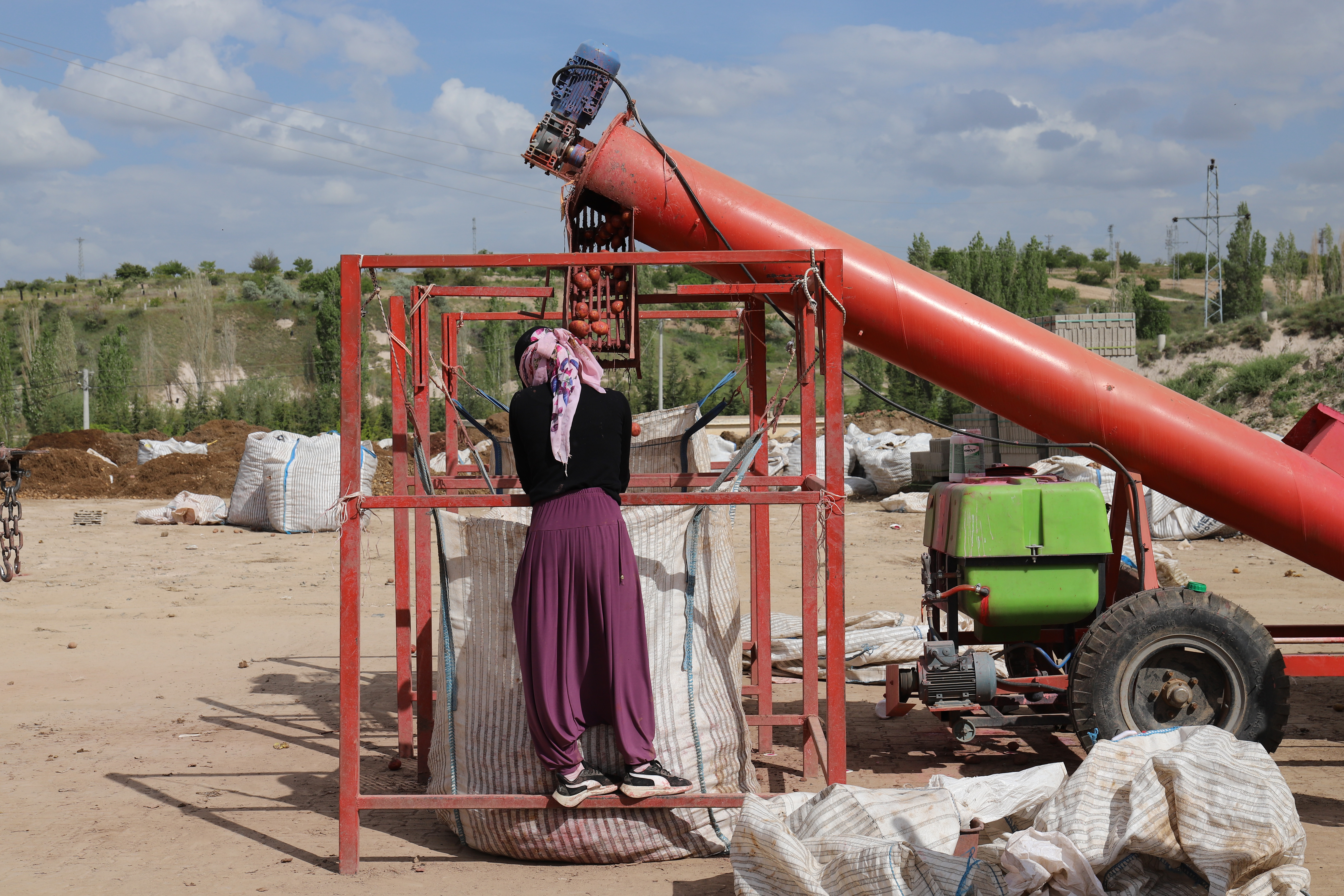
Vrouw in aardappelbedrijf - in Cappadox Turkije, werk van Wapke Feenstra

Wapke Feenstra (Hennaarderadeel, 13 juli 1959) is een Nederlands beeldend kunstenaar, actief als fotograaf, schilder en conceptueel kunstenaar. Ze doet artistieke projecten in stedelijke en landelijke omgevingen, waarbij bewoners actief worden betrokken. Schrijven over kunst en textwerken als kunst doet ze sinds de jaren 1990.

## Levensloop
Feenstra is opgegroeid op een boerderij in Friesland. Ze studeerde van 1984 tot 1989 aan de ArtEZ hogeschool voor de kunsten in Arnhem, en deed vervolgens een postacademische opleiding aan de Jan van Eyck Academie in Maastricht (1989 tot 1991).
Na haar afstuderen ging Feenstra in 1992 naar Rotterdam, waar zij sindsdien woont en werkt.  In 1996 was ze een van de initiatiefnemers van NEsTWORK, een collectief dat zich gedurende Manifesta 1 in Rotterdam manifesteerde met ludieke acties en debatten over lokale cultuur. In 1999 zette ze het Project Blikopener op in Dordrecht, dat erop gericht was het blikveld van de bewoners op de kunst in de stad te verruimen. Hierbij werd het inspraakproces tot kunst verheven.
Samen met de Duitse Antje Schiffers en de Britse/Duitse Kathrin Böhm richtte Feenstra in 2001 het kunstenaarsplatform Myvillages.org op, met als doel artistiek werk te stimuleren gericht op het platteland. De eerste publicatie van het collectief was het boek Images of farming. Dit boek vraagt aandacht voor de beeldvorming rondom het boerenland met twintig (beeld)essays van kunsthistorici, cultuurwetenschappers, kunstenaars, landschapsarchitecten en anderen. Feenstra richtte in 2019 samen met Kathrin Böhm de Rural School of Economics op - een infrastructuur binnen Myvillages. Het werken met meerdere generaties en de niet talige kennis van het platteland en de rurale mentaliteiten die migreren naar steden opent hierbij een nieuwe vorm van kunst bedrijven in met name Oost- en West-Europa.    
Myvillages heeft vanaf de start een internationale oriëntatie en werkte in Duitsland samen met het Haus der Kulturen der Welt in Berlijn en het Museum of Contemporary Art (GfZK) in Leipzig. Met de Whitechapel Gallery in London deed Feenstra wereldwijd onderzoek naar het platteland en de kunst. Ze was met de Rural School of Economics betrokken bij Documenta 15 en is met Myvillages een onderdeel van Lumbung Space.
In 1993 is Feenstra onderscheiden met een Prix de Rome tweede prijs in de categorie grafische vormgeving. In 2012 kreeg ze een onderscheiding van het Montalvo Arts Center uit Californië, en in
2014 met Myvillages de Create Art Award London uit het Verenigd Koninkrijk.
Publiceren deed ze in de jaren 1990 in HTV de Ijsberg en Tubelight en sinds 2011 internationaal, met name over thema's die gerelateerd zijn aan haar werk met het platteland. 
In Nederland hebben het Fries Museum in Leeuwarden,  Museum Boijmans van Beuningen in Rotterdam, Rijksmuseum Twenthe in Enschede en Van Abbemuseum in Eindhoven werk van Feenstra in de collectie.

## Exposities, een selectie
- 1995. Centrum Beeldende Kunst, Rotterdam.[7]
- 1996. Kunstenaarsinitiatief NEsTWORK, Manifesta 1, Rotterdam met o.a. Karin Arink, Jeanne van Heeswijk, Kamiel Verschuren en Ruud Welten.[8]
- 1999. Project Blikopener, Dordrecht.[3]
- 2000. Fries Museum, Leeuwarden, NL (solo).
- 2001. TENT, Rotterdam.[9]
- 2007. Openluchttentoonstellingen, Heemskerk aan Zee.[10]
- 2009 -2011. Bewegend Landschap, produced with FLACC, Genk BE en Z33, Hasselt BE*.
- 2010-2011. Vorratskammer, Haus der Kulturen der Welt, Berlijn, Duitsland.
- 2013. Made in Zvizzchi, 5th Moscow Biennale, Zill, Moskou, Rusland.
- 2014. Farmers & Ranchers, Fries Museum Leeuwarden (solo).
- 2015. Collection Manzona A-Z, Hamburger Bahnhof, Berlijn, Duitsland.
- 2016. Libera Scuola del Giardino, Parco Art Vivente, Turijn, Italië.
- 2017. OK_Pangan, Ruangrupa, Jakarta, Indonesië.
- 2018. Almende, Kunsthuis Syb, Triënnale, Beetsterzwaag.[11]
- 2019. Setting the table, Whitechapel Gallery, Londen, Engeland.
- 2019-2020. Boerenzij, TENT, Rotterdam (solo).[12]
- 2021. Potential Agrarianisms, Kunsthalle Bratislava, Slowakije.
- 2024, Artists and Farmers in Les Abattoir in Toulouse, Frankrijk (link website)

## Publicaties, een selectie
- -B-l-i-k-o-p-e-n-e-r-, Centrum Beeldende Kunst, 1999.
- Wapke Feenstra : wat wordt het weer?, Atelier Rijksbouwmeester, 2003.
- Huisboomfeest, Jap Sam Books, 2010.
- Images of farming, Jap Sam Books, (co-redactie), 2011.
- A photographic portrait of a landscape : new dimensions on landscape philosophy, Jap Sam Books, 2012.
- A Schelde Riverscape : Vlassenbroek - Broekkant, Jap Sam Books, 2015.
- International Village Show, Jovis Berlin, (co-redactie), 2016.
- The Rural, DoCA Whitechapel Gallery, MIT press, 2019.
- Boerenzij | The Rural Side, Jap Sam Books, 2021.

## Pers, een selectie
- BOERENZIJ went down-under in 2023, interview

## Film, een selectie
Phuskino film